# Profeet
Een profeet is in religieus verband een persoon die in contact staat met een god of goden en als tussenpersoon doorgeeft. De boodschap is een profetie.

## Betekenis en oorsprong
Het woord profeet is afgeleid van het Griekse προφήτης, prophḗtēs dat iemand aanduidde die toekomstige gebeurtenissen voorspelde en boodschappen van de goden doorgaf aan mensen. Een profeet (of profetes) sprak (soms in een trance) de boodschap uit die hij op het spreekmoment zelf van een god of godin verkrijgt. Ook kan de profeet na het contact met de godheid verslag uitbrengen van wat hem door die godheid is opgedragen te zeggen aan de (geloofs)gemeenschap. Uit de aard der zaak verwijst zo'n boodschap (vaak vermanend) naar verkeerde daden in het verleden, zegt wat er bijgevolg te doen staat en voorspelt wat er zal gebeuren als er niet gehandeld wordt zoals de godheid opdraagt via zijn of haar tussenpersoon.
Profeten komen al in kleitabletten voor die gevonden zijn in Mari in Mesopotamië, die spreken van "antwoordgevers" of "extatici" die boodschappen van de goden aan de koningen doorgaven. Profeten stonden in relatie tot de heersende godsdienst. Ze werkten naast de priesters, of waren tegelijk profeet en priester zoals het Orakel van Delphi.
In drie wereldreligies spreekt men van profeten: het christendom, het jodendom en de islam. Als Abrahamitische religies kennen deze drie godsdiensten enkele gemeenschappelijke profeten, zoals Mozes en Elia.

## Profeten in het jodendom

### Hebreeuwse Bijbel
In de oudste delen van de Hebreeuwse Bijbel werd eerst de term 'godsman' gebruikt, zoals voor Mozes (Deuteronomium 33:1), Elia (1 Koningen 17:18) en een anonieme profeet (1 Samuel 2:27) en daarna de term 'ziener' voor bijvoorbeeld Samuel (1 Samuel 9:11, 18-19 - vergelijk 1 Kronieken 9:22). Al snel werden deze termen vervangen door het Hebreeuwse נָבִיא, nāvî, dat letterlijk "geroepene" betekent en vaak een woordvoerder aanduidde (zie Exodus 7:1). In die vroege periode lag de nadruk op extatische kenmerken (zoals in 1 Samuel 10:5-6). In 1 Samuel 19:18-24 nam de Geest Saul, er werden muziekinstrumenten gebruikt en Saul trok zijn kleren uit. Ook Bileam werd door de Geest gegrepen (Numeri 24:2) en de priesters van Baäl probeerden door hun god gehoord te worden door cultische dansen en automutilatie (1 Koningen 18:26-29). In 1 Koningen 22:10-11 wordt voor het eerst een visueel beeld gebruikt en dan pas gesproken.
In Deuteronomium 18:15-22 zegt God dat als de Israëlieten Zijn verbond zouden overtreden, Hij profeten zou sturen om ze te herinneren aan Zijn wetten. Aangezien zij dit veelvuldig deden, staan in de Hebreeuwse Bijbel vele verhalen over profeten die juist dit deden, met wisselend succes. In het jodendom wordt een onderscheid gemaakt tussen de 'vroege profeten' (Jozua, Rechters, I en II Samuel, I en II Koningen) en de 'late profeten' die op hun beurt weer worden onderverdeeld als de 'grote profeten' en 'kleine profeten'. Deze laatste onderverdeling is ook gebruikelijk in het christendom, al zijn er verschillen tussen welke profeet in welke groep behoort.
In de Septuagint (de Griekse vertaling van de Hebreeuwse Bijbel) wordt het woord προφήτης, prophētēs gebruikt als vertaling van נָבִיא, nāvî.

## Profeten in het christendom

### Nieuwe Testament
In het Nieuwe Testament komt de term προφήτης, prophētēs 144 keer voor, vooral in Matteüs, Lucas, Handelingen en Johannes. Het gebruik verwijst naar iemand die goddelijk geïnspireerde boodschappen verkondigt. Hij kan de toekomst zien (Handelingen 11:28), het verleden kennen (Johannes 4:19) en in het hart van iemand kijken (Lucas 7:39), maar is hoofdzakelijk een verkondiger van het woord, geen magiër of waarzegger. Ook de heidense (niet-Joodse) Bileam wordt een profeet genoemd (2 Petrus 2:16) en de Kretenzer in Titus 1:12. Naar de profetische woorden in het Oude Testament werd verwezen als "de Profeten" (bijvoorbeeld in Matteüs 5:17; 7:12; 11:13; 22:40).
Over Johannes de Doper, een op Elia gelijkende profetische figuur, werd gezegd: "iedereen hield Johannes voor een echte profeet" (Marcus 11:32; Matteüs 21:26; Lucas 20:6). Jezus beschouwde hem zelfs het hoogtepunt van de profetische traditie: "Maar wat zijn jullie dan wel gaan zien? Een profeet? Jazeker, zeg ik jullie, en zelfs meer dan een profeet" (Matteüs 11:7-15; Lucas 7:24-28).
Jezus verwees naar zichzelf slechts één keer als profeet en dat impliciet (Lucas 13:33), maar hij werd algemeen beschouwd als een profeet (zoals in Marcus 6:15; Matteüs 21:11) en zijn leerlingen beschouwden hem als zodanig (Lucas 24:19; Handelingen 3:22). Ook anderen werden in het vroege christendom expliciet profeet genoemd, zoals Agabus (Handelingen 11:28; 21:10), Judas Barsabbas en Silas (Handelingen 15:(22,)32). Het onderscheid tussen leraar en profeet was niet altijd duidelijk (Handelingen 13:1).
Ook vrouwen konden profeet zijn (Handelingen 2:17-18; 1 Korintiërs 11:5), zoals Anna (Lucas 2:36) en de vier dochters van Filippus (Handelingen 21:8-10), maar ook een 'valse' profetes, zoals die met Izebel wordt aangeduid (Openbaring 2:20).
Daarnaast wordt beschreven dat er valse profeten waren die niet uit naam van God spraken. De mensen worden door Jezus en zijn apostelen voor hen gewaarschuwd (Matteüs 7:15; Marcus 13:22).

### Moderne tijd
Met name de latere Pinkstergemeenten en andere evangelische richtingen van het christendom hebben de overtuiging dat het profeteren een gave is die verkregen kan worden door alle gelovigen die met de Geest vervuld zijn. Zij baseren zich daarbij onder meer op het verhaal over de komst van de Heilige Geest tijdens het joodse Pinksterfeest waarop de leerlingen van Jezus "met tongen" spraken (christelijke glossolalie), en op 1 Korinthiërs 14 en Efeziërs 4:11: "Hij heeft zowel apostelen als profeten gegeven, zowel evangelisten als herders en leraars."
In de loop der tijd zijn er diverse profeten geweest. Sommigen kregen ook volgelingen en vormde zich sekten. De Amerikaan Joseph Smith bijvoorbeeld zei in de 19de eeuw dat hij de opdracht van een engel had gekregen om enkele heilige geschriften samen te stellen. Deze kregen van hem dezelfde autoriteit als de Bijbel. Vervolgens stichtte hij de Kerk van Jezus Christus van de Heiligen der Laatste Dagen (waarvan de leden ook wel Mormonen worden genoemd).

## Profeten in de islam
Volgens de islam is Mohammed de laatste profeet van God. Hij wordt dan ook het Zegel der Profeten genoemd, hoewel er ook moslims zijn, zoals de Ahmadiyya en Nation of Islam, die na Mohammed nog profeten erkennen.

### Profeten in de Koran
De Koran maakt 25 namen bekend: Adam, Idris, Nuh, Hud, Salih, Ibrahim, Lut, Ismaïl, Ishaq, Yaqub, Yusuf, Ayyub, Shu'aib, Musa, Harun, Dawud, Suleyman, Ilyas, Al-Yasa, Yunus, Zulkifl, Zakarya, Yahya, Isa en Mohammed. Soms worden ook Luqman en Dhulqarnain tot de profeten gerekend. Soera De Vrouwen 164 stelt dat God boodschappers (profeten) bij naam heeft genoemd en andere niet heeft genoemd. Soera De Koe 253 maakt duidelijk dat sommige profeten belangrijker zijn dan andere, zonder namen te noemen.

### Overeenkomsten met het jodendom en christendom
Een groot deel van de profeten die genoemd worden in de Tenach worden ook in de islam als profeten gezien. Ook staan er personen in de islam als profeet bekend, die niet als zodanig in de Tenach voorkomen, zoals Adam, Seth, Henoch, Noach, Lot, Abraham, Ismaël, Isaak, Jakob, Jozef, Jethro, Aäron, David, Salomo en Daniël. Een aantal joodse profeten, zoals Natan en Debora, staan daarentegen in de islam juist weer niet als profeet bekend. Ook enkele personen uit het Nieuwe Testament worden als profeten gezien en erkend: Jezus van Nazareth, Zacharias en Johannes de Doper.
In de islamitische traditie worden geen vrouwelijke profeten genoemd, hoewel in Soera 21:91 Maria (enigszins verhuld) in de lijst der profeten wordt opgenomen. Het ontbreken van namen van vrouwelijke profeten sluit niet uit dat die er wel geweest kunnen zijn. De consensus is echter, zoals verwoord door de toonaangevende islamgeleerde Dr. Jamal Badawi, dat er geen vrouwelijke profeten zijn.
Naast de profeten uit de Bijbel zijn er ook enkele Arabische profeten die alleen binnen de islam bekend zijn, zoals Hud en Salih. Sommige profeten zijn eveneens boodschapper. Het geloof in de profeten, zowel bekend van naam als niet bekend van naam, wordt doorgaans gezien als een van de Zuilen van geloof binnen de islam. Alle profeten in de islam zijn al bekend: er komen in een hedendaagse gebedsdienst geen profeten meer bij. In de islam is er geen behoefte aan een gedefinieerd onderscheid tussen een ware en een valse profeet.

## Over "valse profeten" en "zelfverklaarde profeten"
Van zo'n 8000 personen is bekend dat zij beweerden een boodschap van een godheid te hebben vernomen. Tot deze personen worden ook David Koresh en de Nederlandse profeet Lou de Palingboer gerekend hoewel zij zichzelf geen profeet noemden. Maar zij meenden respectievelijk als de wedergekeerde Jezus Christus en God zelve wel de boodschap van een godheid te verkondigen. Ook Mirza Ghulam Ahmad uit India riep zichzelf uit tot profeet. De meeste christenen zien om die reden Mohammed als een valse profeet, waar de meeste joden Jezus zien als een valse messias. Voor een atheïst zijn alle profeten, valse en zelfverklaarde profeten.
Voor mensen die in de betrouwbaarheid van profeten geloven, zijn (andere) profeten waar zij niet in geloven "valse profeten" of "zelfverklaarde profeten". Een valse profeet is dan gedefinieerd als een profeet die een voorspelling (profetie) doet, die vervolgens niet uitkomt, of iemand die een voorspelling doet in naam van een "afgod".

## Trivia
- Een onheilsprofeet is iemand die een grote ramp voorspelt. De term wordt vooral gebruikt door mensen die niet in die voorspelling geloven.
- Een weerprofeet is iemand van wie gezegd wordt het weer te kunnen voorspellen. Dit is iets anders dan een meteoroloog, die een weersverwachting opmaakt aan de hand van feitelijke ontwikkelingen of gebaseerd op weermodellen.
- In diverse uitdrukkingen wordt het begrip profeet gebruikt, bijvoorbeeld: 'een profeet wordt in eigen land niet geëerd.'